# Viscount Montgomery of Alamein

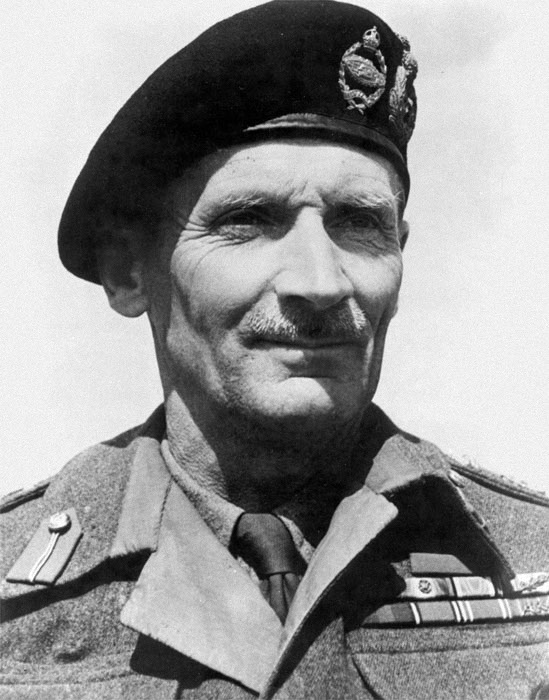
Bernard Montgomery, 1. Viscount Montgomery of Alamein

Viscount Montgomery of Alamein, of Hindhead in the County of Surrey, ist ein erblicher britischer Adelstitel in der Peerage of the United Kingdom.

## Verleihung
Der Titel wurde am 31. Januar 1946 dem britischen Feldmarschall Sir Bernard Law Montgomery verliehen, in Anerkennung des entscheidenden Sieges in der Zweiten Schlacht von El Alamein 1942.

## Liste der Viscounts Montgomery of Alamein (1946)
- Bernard Montgomery, 1. Viscount Montgomery of Alamein (1887–1976)
- David Bernard Montgomery, 2. Viscount Montgomery of Alamein (1928–2020)
- Henry David Montgomery, 3. Viscount Montgomery of Alamein (* 1954)

Aktuell existiert kein Titelerbe.